# 油石乡
油石乡，是中华人民共和国江西省赣州市上犹县下辖的一个乡镇级行政单位。

## 行政区划
油石乡下辖以下地区：
油石村、清溪村、水村、新田村、河唇村、大小元村、花园村、塘角村和梅岭村。